# Wydawnictwo Przedświt
Wydawnictwo Przedświt – jedno z wydawnictw tzw. drugiego obiegu, działające poza zasięgiem peerelowskiej cenzury w latach 1982 – 1989.
Wydawnictwo zostało założone w październiku 1982 roku przez Wacława Holewińskiego i Jarosława Markiewicza. Do grona współpracowników należeli m.in. Wiesław Bieliński, Elżbieta Błaszkowska, Tomasz Dolecki, Ewa Holewińska, Tomasz Kwiatkowski, Marek Mickiewicz, Bogdan Porowski, Krzysztof Siemieński, Paweł Zapaśnik, Marek Porębowicz.
Ambicją wydawnictwa była edycja wszelkiej, nie tylko politycznej, literatury, która nie mogła ukazać się w obiegu oficjalnym.
Przedświt wydał wiele książek, które weszły do kanonów polskiej literatury, jako jedna z nielicznych podziemnych oficyn wydał wiele tomików poezji (Warszawska Niezależna Oficyna Poetów i Malarzy).
W związku z działalnością wydawnictwa, Bieliński, Holewiński, Markiewicz, Porowski i Dolecki byli zatrzymywani lub aresztowani w latach 80.